# Kasakhstans parlament
Kasakhstans parlament er den lovgivende forsamling i Kasakhstan.
Parlamentet består af to kamre, med i alt 124 medlemmer; Majilis (Underhuset) med 77 medlemmer valgt for en fireårig period og Senatet (Overhuset) med 47 medlemmer: 40 valgt af parlamentet og resten af præsidenten.